# コーヒーの歴史

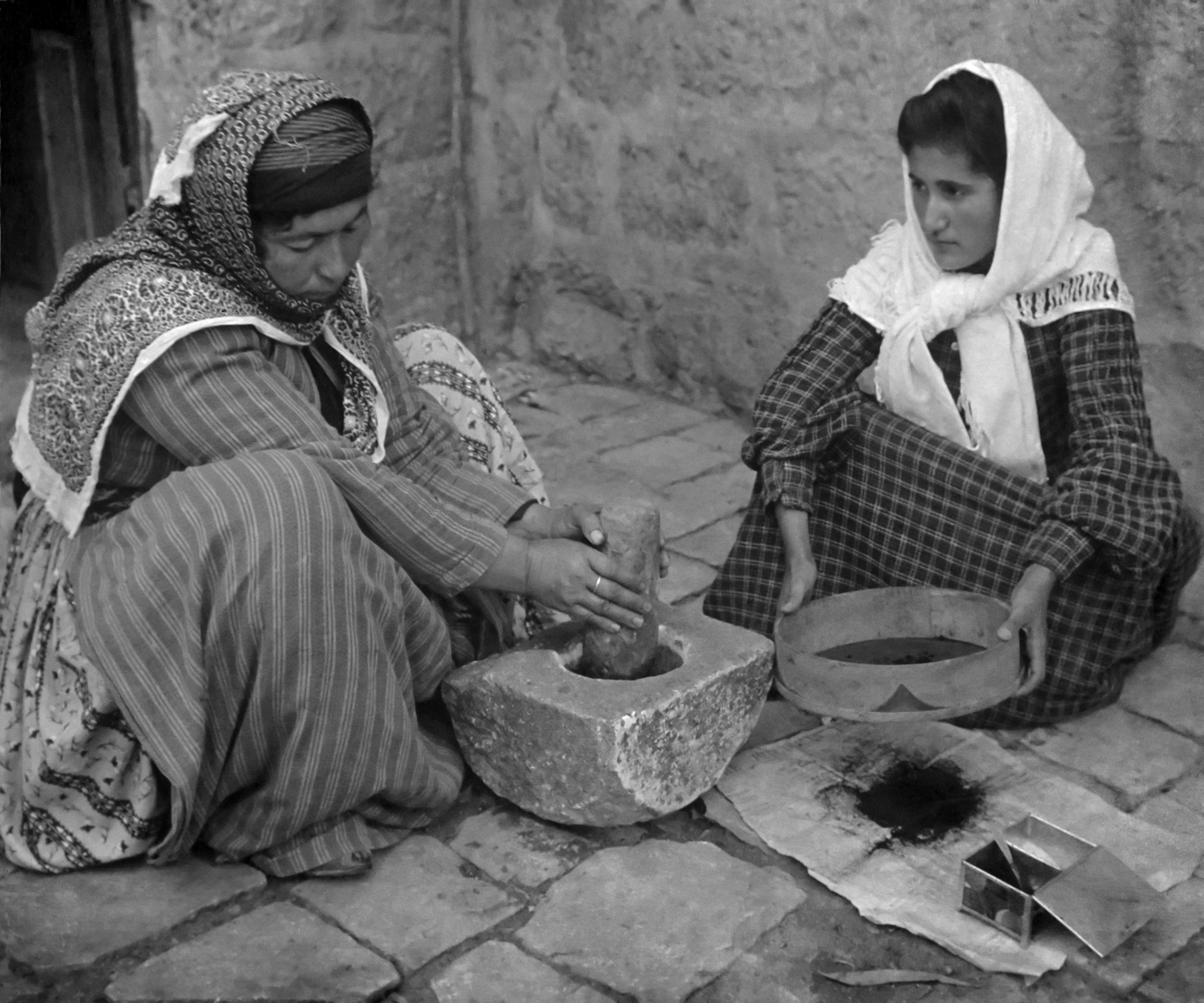
コーヒー挽き（1905年）

コーヒーの歴史（コーヒーのれきし）ではコーヒーノキの利用と栽培、およびコーヒー飲用の歴史について述べる。

## コーヒー発見にまつわる伝説
コーヒーの起源にはいくつもの伝説があるが、その内容は3つに大別できる。
- 9世紀のエチオピアで、ヤギ飼いの少年カルディが、ヤギが興奮して飛び跳ねることに気づいて修道僧に相談したところ、山腹の木に実る赤い実が原因と判り、その後修道院の夜業で眠気覚ましに利用されるようになった。
  - この話の原典とされるのは、レバノンのキリスト教徒ファウスト・ナイロニ (Faustus Nairon) の著書『コーヒー論：その特質と効用』（1671年）に登場する「眠りを知らない修道院」のエピソードだが、実際には時代も場所も分からないオリエントの伝承として記されていた[1][2]。この話がヨーロッパで紹介されると、コーヒーの流行に合わせて装飾が進み、舞台は原産地エチオピアに設定され、ヤギ飼いの少年にはKaldiというアラブ風の名が与えられた[1]。
- 13世紀のモカで、イスラム神秘主義修道者（スーフィー）のシェイク・オマール (Sheikh Omar) が、不祥事（王女に恋心を抱いた疑い）で街を追放されていた時に山中で鳥に導かれて赤い実を見つけ、許されて戻った後にその効用を広めた。
  - 原典は、アブドゥル・カーディル・アル＝ジャジーリーの著書『コーヒーの合理性の擁護』（1587年）写本で、千夜一夜物語をヨーロッパに紹介したアントワーヌ・ガラン (Antoine Galland) の著書『コーヒーの起源と伝播』(1699年)によってヨーロッパに紹介された[1]。オマールの没後早い時期に書かれた歴史書にはオマールがコーヒーを発見した記述は存在せず[3]、東アフリカを原産地とするコーヒーノキがイエメンの山中に自生している点から信憑性には疑問が呈され、モカのコーヒー産業が発達した後に創造された逸話だと考えられている[4]。
- 15世紀のアデンで、イスラム律法学者のゲマレディン（ザブハーニー）(Gemaleddin) が体調を崩した時、以前エチオピアを旅したときに知ったコーヒーの効用を確かめ、その後、眠気覚ましとして修道者たちに勧めた。さらに学者や職人、夜に旅をする商人へと広まっていった。
  - シェイク・オマールの逸話と同じく『コーヒーの合理性の擁護』が原典だとされている[1]。ヨーロッパの人間の記録の中には、1454年にゲマレディンがコーヒーを認めるファトワー（法解釈）を出したとする伝承が紹介されている[5]。『コーヒーの合理性の擁護』では、ザブハーニーが飲用していた液体はコーヒーではなくカートだとする別の記録が紹介されている[6]。ウィリアム・H・ユーカーズ (William H.Ukers) の著書『オール・アバウト・コーヒー』(1935年)では、信憑性の高い伝承として取り上げられている[1][7]。

## 飲用史

### コーヒー豆の食用とアラビア半島への伝播

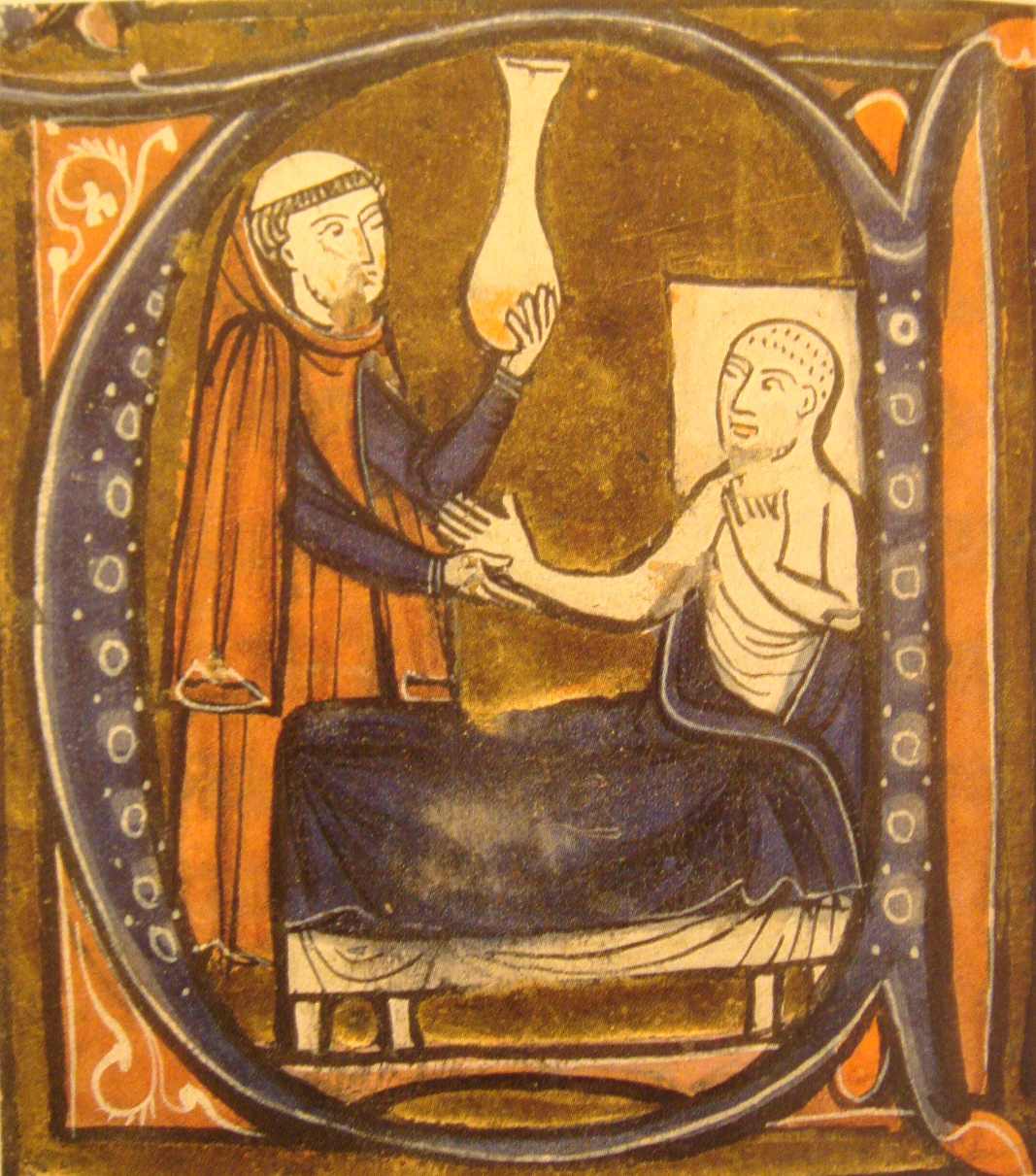
アル・ラーズィー

エチオピアでは高原地帯に自生するコーヒーノキの果実の種子が古くから食用にされ、現地の人間はボン（コーヒー豆）を煮て食べていたと考えられている。エチオピアの奥地ではボンを煮て食べる習慣が長く残り、エチオピア南西部の奥地に住むオロモ族の間には子供や家畜の誕生を祝ってコーヒーと大麦をバターで炒める「コーヒーつぶし」の儀式が残る。また、エチオピアでは乾燥させたコーヒーの葉で淹れた「アメルタッサ」、炒ったコーヒーの葉で淹れた「カティ」という飲み物も愛飲されている。
古代ギリシャや古代ローマでコーヒーが食用にされていた、あるいは取引の対象になっていたことを示す確たる史料は無く、古代エチオピアに成立したアクスム王国でコーヒーの利用・取引が行われていたことを証明する発見はされていない。17世紀初頭、イタリア人ペトロ・デッラ・ヴァッレによって、ホメロスの『オデュッセイア』に登場するネペンテスという飲み物がコーヒーに相当する説が唱えられたが、後の時代ではデッラ・ヴァッレの説は否定的に受け止められている。他にも17-18世紀のヨーロッパでは、スパルタの人間はコーヒーを愛飲していた、『旧約聖書』にコーヒーに関する記述が存在する、といった説が持ち上がった。17世紀初頭のイスラーム世界の年代記作家アブー・アッタイイブ・アルガッズィーは、ソロモン王によって初めてコーヒーが淹れられたと記している。
やがてボンはアラビア半島に伝わり、アラビア語で「バン」と呼ばれるようになる。コーヒー豆から抽出した飲料について、9世紀のイランの哲学者であり医学者でもあったアル・ラーズィー（ラーゼス）が、自著でコーヒー豆を指す「バン」とその煮汁「バンカム」について記述している。バンカムは乾燥させたバンを臼ですり潰して熱湯に入れて煮出した飲み物であり、コーヒーの原型と考えられているが、まだ豆は焙煎されていなかった。バンカムの入れ方については、イスラーム世界の学者イブン・スィーナーも詳しい記述を残している。しかし、ラーズィーとイブン・スィーナーによるバンカムの解説には、コーヒーに含まれるカフェインが神経系統に及ぼす影響について述べられてはいない。

### イスラーム世界での普及
バンカムはイスラーム世界の寺院で秘薬として飲まれ、当初は一般の人間が口にする機会は無かった。バンカムはイスラム神秘主義（スーフィズム）の修道者（スーフィー）によって愛飲され、コーヒーの起源にまつわる3つの伝説にはいずれもスーフィーが関与している。スーフィーたちは徹夜で行う瞑想や祈りのときの眠気覚ましとしてバンカムを用い、宗教活動の中で飲用されるバンは彼らから神聖視された。やがてバンカムは「カフワ（欲望を減退させる飲料。ワインの別名）」と呼ばれるようになる。スーフィーたちは夜の礼拝の時にカフワを飲用し、マジュールというボウルにカフワを入れて仲間内で回し飲みをしていた。
13世紀に入ってコーヒー豆が炒られるようになると、香りと風味が付加された飲料は多くの人間に好まれるようになった。豆が焙煎されるようになった経緯は不確かであるが、偶然起きた何らかの事故で豆が焼かれた時に出た芳香がきっかけになったと考えられている。トルコ、イラン、エジプトでは、豆の焙煎に使われた1400年代の道具が発掘されている。また、コーヒーの一般への普及に伴って、マジュールを製造していた陶工たちはコーヒーカップに相当する器の製造も手掛けるようになった。
15世紀以後に「カフワ」はイエメンからイスラーム世界に広まる。イエメンの古都ザビードでは、1450年頃にスーフィーによってコーヒーが飲まれていたことを証拠づける考古学的資料が発掘されている。16世紀初頭には、カイロのアズハル大学でもコーヒーが飲まれていた。16世紀初頭のメッカ、メディナ、あるいはカイロのモスクではコーヒーを飲みながら礼拝を行うスーフィーの姿が多く見られたが、同時にコーヒー飲用の宗教的な是非が大きな問題となった。1511年にはメッカで高官ハーイル・ベイ・ミマルによってコーヒー飲用の是非が諮られた後、メッカ内のコーヒー豆が焼かれ、コーヒーを売買した者や飲用した者は鞭打ちに処されるコーヒーの弾圧事件（メッカ事件）が起きる。翌年にカイロから「コーヒーの飲用に随伴する反宗教的行為の取り締まり」のみを許可する通達が出され、ハーイル・ベイ・ミマルは職を解任された。1525年/26年には風紀を乱すとしてメッカ内のコーヒーハウスの閉鎖が命じられたが、コーヒー自体の飲用は禁止されなかった。
だが、コーラン（クルアーン）では炭の食用が禁じられており、煎ったコーヒー豆が炭に酷似している点から、コーヒーの飲用がシャリーア（イスラーム法）に抵触している疑義、あるいはコーヒー自体がビドア（宗教的逸脱）に該当する懸念のため、コーヒーの飲用に対する反対意見はなおも出続ける。また、コーヒーを供する店が政治的な活動の場、もしくは賭博や売春の場となりえたために国家から嫌悪される。コーヒー弾圧の後もカイロやメッカではしばしばコーヒーの禁止令が出され、コーヒー店が襲撃される事件も起きる。コーヒーの産地であるイエメンでは、コーヒーとカートに互いの正統性について論争をさせる文学が現れた。

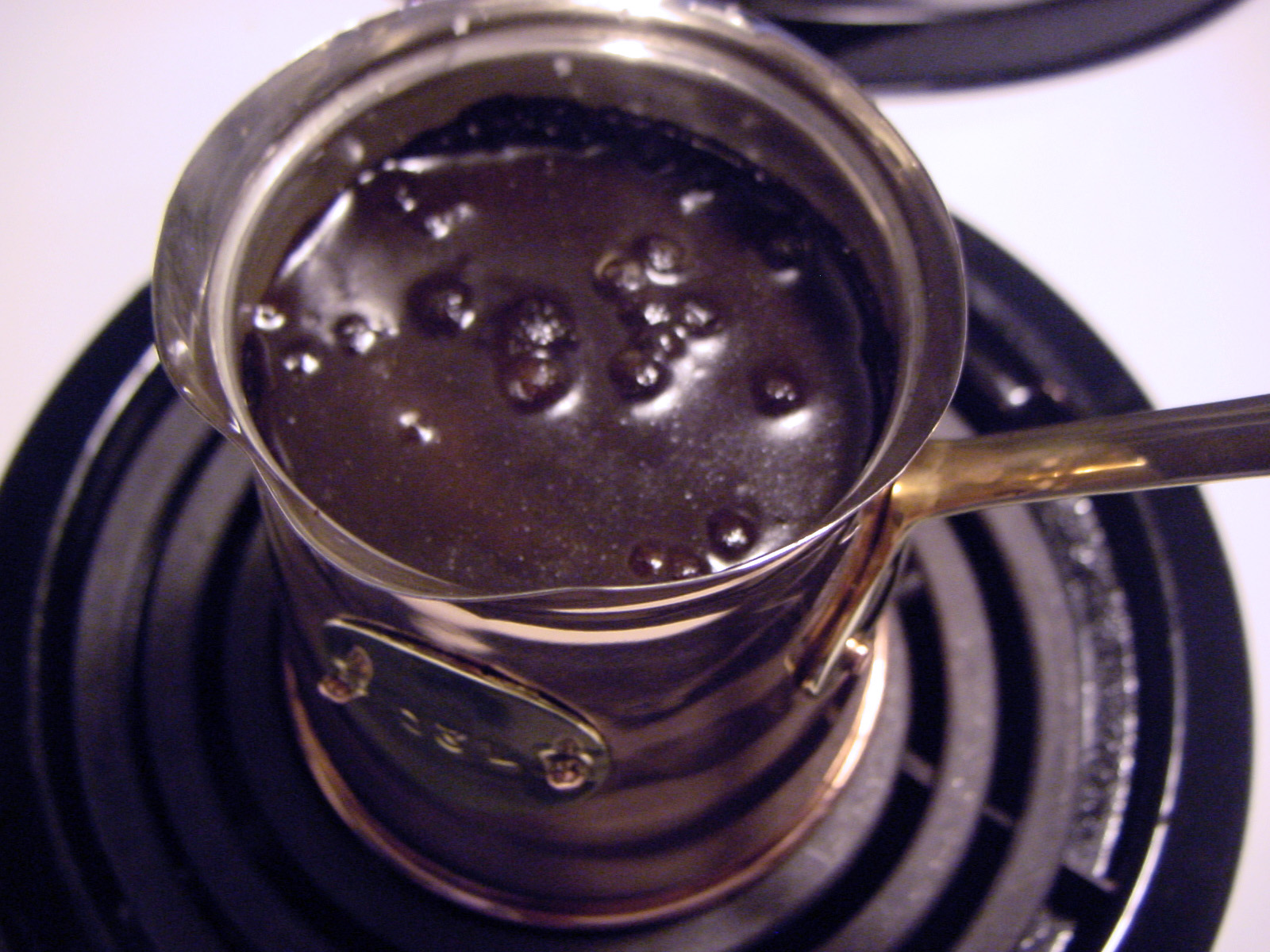
トルココーヒー

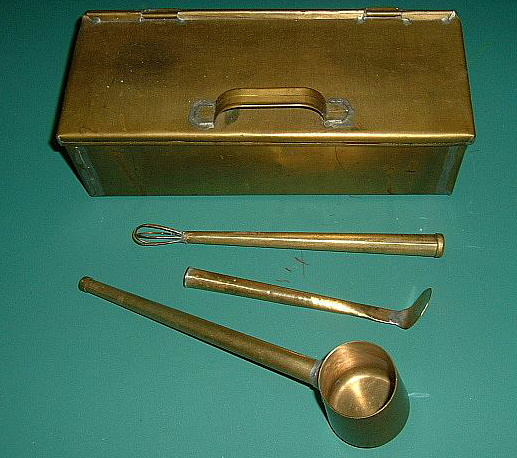
トルココーヒーを淹れる道具

1517年、オスマン皇帝セリム1世によるエジプト遠征の際にコーヒーがオスマン帝国に伝わったと言われている。アラビア語の「カフワ」がトルコ語に転訛して、トルコに入ったコーヒーは「カフヴェ」と呼ばれるようになった。トルコに伝わったコーヒーは、炒って砕いた豆を泡立つように煮出して飲まれ、トルココーヒーの名前で知られるようになった。オスマン帝国がコーヒーの産地であるイエメン、エチオピア沿岸部を支配下に収めるとコーヒーの普及はより進み、サファヴィー朝が統治するイラン、ムガル帝国が統治するインドにも伝播した。
コーヒーがもたらすであろう利益に着目した商人はイエメンの外に大量のコーヒーを持ち出し、小規模のスタンドや店舗でコーヒーを販売し、飲み物の宣伝を行った。1530年代にオスマン帝国の支配下に置かれていた北シリアのダマスカス、アレッポにコーヒー店が開かれる。1550年代にはイスタンブールにもコーヒーを供する店舗が開かれ、皇帝セリム2世の時代（1566年 - 1574年）にはイスタンブール内の「コーヒーの店」は600軒を超えていた。このような店舗はカフヴェハーネ（直訳するとカフヴェの家、すなわち「コーヒーハウス」）あるいは単にカフヴェと呼ばれ、庶民や知識人が集まって語り合ったり、詩などの文学作品の朗読会を行ったりする社交の場として広まった。しかし、地方のカフヴェハーネはならず者のたまり場となり、1570年に学者たちはイスタンブールのカフヴェハーネを非難した。また、カフヴェハーネでは政治的な議論の場にもなり、時には権力者から弾圧を受けることもあった。1580年にコーヒーがワインと同種の飲み物であると公式に分類された後も、オスマン帝国内のコーヒーの消費は増え続ける。
オスマン皇帝アフメト1世の治世（1603年 - 1617年）に「コーヒー豆は炭になるほど強く火にかけられていない」という見解が出され、コーヒーはイスラーム世界で公的に認可された飲み物となる。メッカにおいては、コーヒーはザムザムの泉の水と同じ効力のある「黒いザムザムの水」として飲まれ、巡礼者たちはコーヒー豆を故郷に持ち帰った。また、オスマン帝国の貴族・高官の間には、コーヒーを供するにあたって厳格な作法が成立していた。
初期のイスラーム世界のコーヒー店ではコーヒーは大鍋に入れて温められ、小さな容器に移して客に供されていたと考えられている。イスラーム世界ではコーヒーに砂糖と牛乳を入れることはほとんどなく、調味には主にカルダモンが使われていた。また、牛乳を入れたコーヒーはハンセン病の原因になるという迷信が存在していた。1600年頃のカイロでコーヒーに砂糖が入れられ始められ、1660年頃に中国に滞在していたオランダ大使ニイホフがコーヒーに牛乳を加える飲み方を始めたと言われている。17世紀のカイロを訪れたヨーロッパ人ヴェスリンギウスはコーヒーの苦みを無くすために砂糖を入れる人間が現れていたことを記し、トルコでは「コーヒーは甘くなくてはならない」という格言が生まれた。
オスマン帝国を訪れたヨーロッパの商人たちはコーヒーを好奇の目で見、旅行記などで故郷の人間に「イスラームのワイン」「レヴァントのリキュール」とコーヒーの存在を伝えた。ヨーロッパ世界でもコーヒーハウスが建つようになるとコーヒーの需要は増加するが、供給源はイエメンに限られていた。ヨーロッパの商人に対抗できる商品を探していたカイロのイスラーム商人たちはイエメンのコーヒーに着目し、コーヒー交易を独占した。
トルコ革命を経て成立したトルコ共和国ではコーヒーは生産されておらず、消費量も少ない。だが、茶がトルコの主要な飲み物となった後も、トルコでは茶はあくまでも略式の飲み物であり、コーヒーが正式な場で出される飲み物だととらえられている。かつてオスマン帝国の支配下に置かれていたこともあるヨーロッパのバルカン半島でも、セルビア風の煮出しコーヒーとともにトルココーヒーが飲まれている。

### インドへのコーヒーの伝播

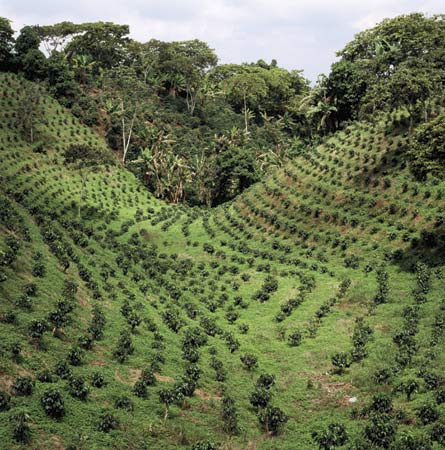
インドのコーヒー農園世界第7位のコーヒー生産量を誇る。

インドコーヒーのルーツは1600年代に遡る。コーヒーはイエメンのイスラーム教寺院で栽培され、厳重な監視下の中、持ち出しは一切禁止されていたが、イスラム教の聖者ババ・ブーダンは、イスラムのメッカ南イエメンで巡礼を終えるとインドを目指して帰国するとき密かにコーヒーの種を7粒持ち出し、マイソール（現カルナタカ州）の標高1829メートルのチャンドラヒルに植え、その中の1粒が成長し、実をつけたと言われ、その後、インドネシア、オランダを通じて世界中に伝播、アラビカ種の原種の一つであるティピカ種のルーツとなったと言われているが、ババ・ブーダンにまつわる逸話の信憑性には疑問が呈されている。

### ヨーロッパ世界へのコーヒーの伝播

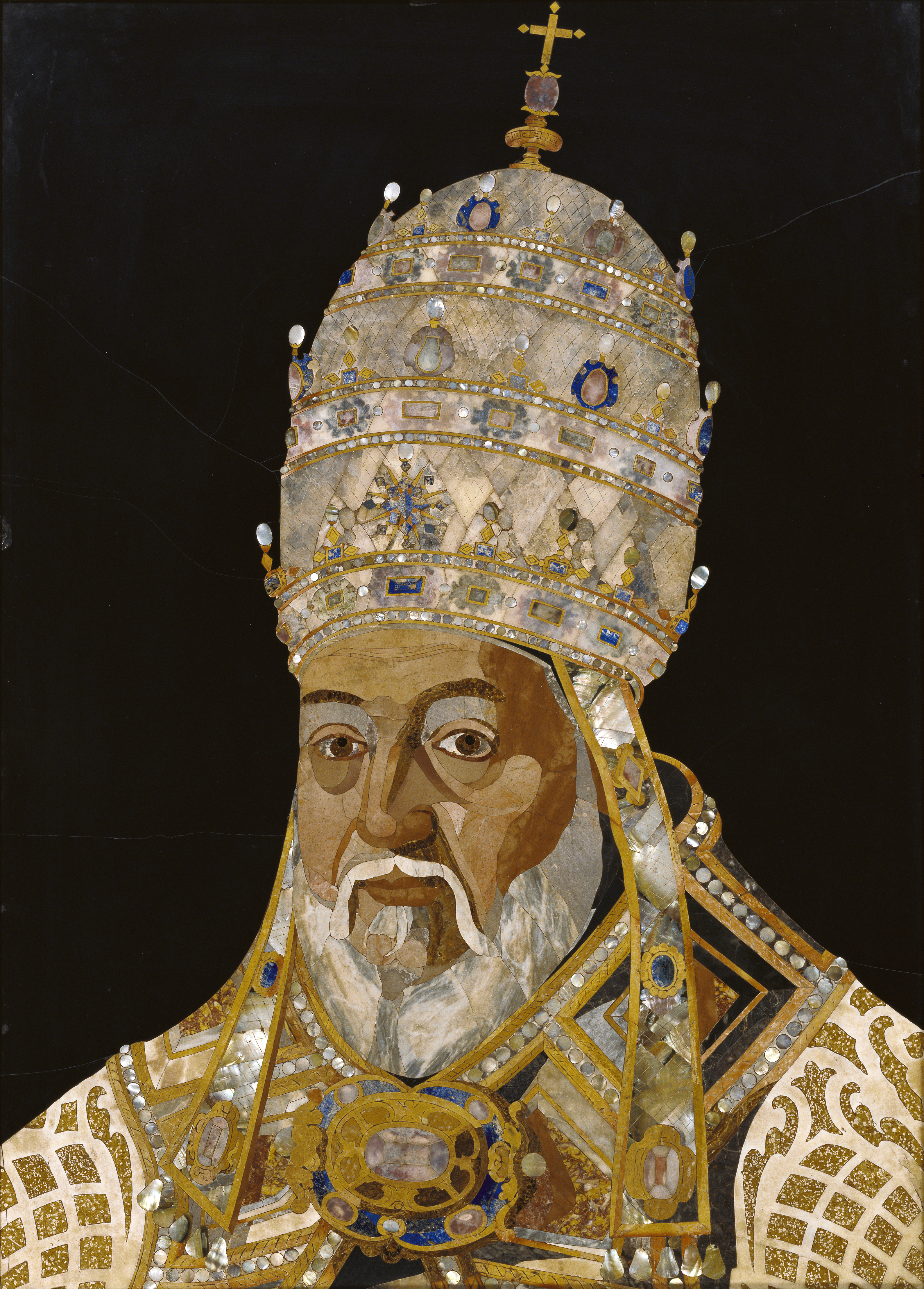
教皇クレメンス8世

17世紀初頭のヨーロッパではコーヒーはまだ珍奇な飲料であり、植物学者や医学者以外の人間にはほとんど知られていなかった。1596年にフランスの医師・植物学者のカロルス・クルシウスが、イタリアの植物学者ベッルスからコーヒー豆と豆の調理法に言及した書簡を送られた記録が残る。
「キリスト教徒の聖なる飲み物であるワインをイスラム教徒は飲めないため、悪魔からコーヒーを与えられる罰を受けている」として、「悪魔の飲み物」にあたるコーヒーの飲用に反対する人間もおり、ローマ教皇はコーヒーに対する教会の見解を出すように求められた。1600年頃に当時のローマ教皇クレメンス8世はコーヒーを裁判にかけるべく、自ら味見をした。クレメンス8世はこの時にコーヒーの香りと味に魅了されたと言われ、クレメンス8世は悪魔の飲み物であるコーヒーに洗礼を施してキリスト教徒がコーヒーを飲用することを公認した。研究者の中には、クレメンス8世は彼が裁判の前からコーヒーを愛飲しており、自身の経験からコーヒー飲用の禁止の徹底が困難であると考えて公認したと推測する意見もある。
17世紀前半、地中海貿易において主導的な役割を果たしていたヴェネツィアの商人を介してコーヒーはヨーロッパ各地に広まっていく。17世紀のヨーロッパ社会において、コーヒーはアルコール度数の低いビールやワインに代わる、衛生的な飲料として受け入れられた。また、コーヒーがもたらす覚醒作用も好意的に捉えられ、コーヒーはアルコール飲料と逆の性質のものと見なされるようになった。時にコーヒーは万能薬のように紹介され、イスラーム世界の「コーヒーと牛乳を一緒に飲むとハンセン病の原因になる」迷信も伝えられた。17世紀末からヨーロッパでは、コーヒーの淹れ方を教授する書籍が盛んに出版される。

### ヨーロッパでの普及

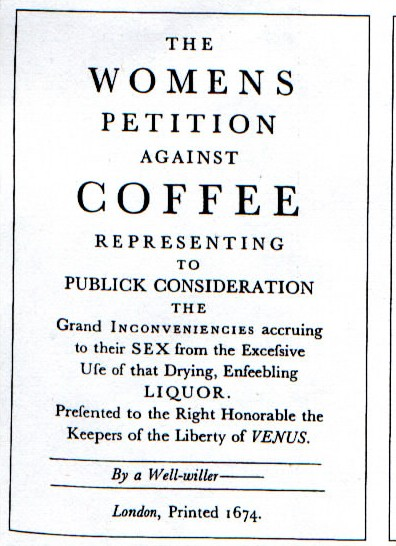
「ロンドンの家庭の主婦」によるコーヒーハウスへの抗議文

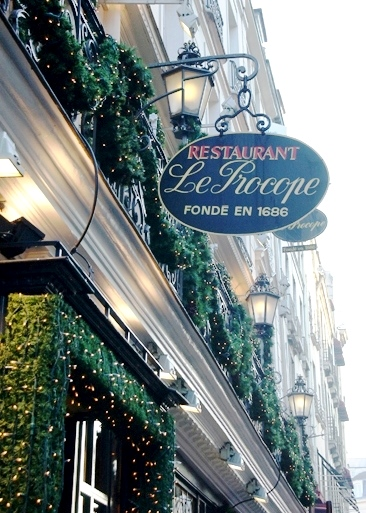
カフェ・プロコープ

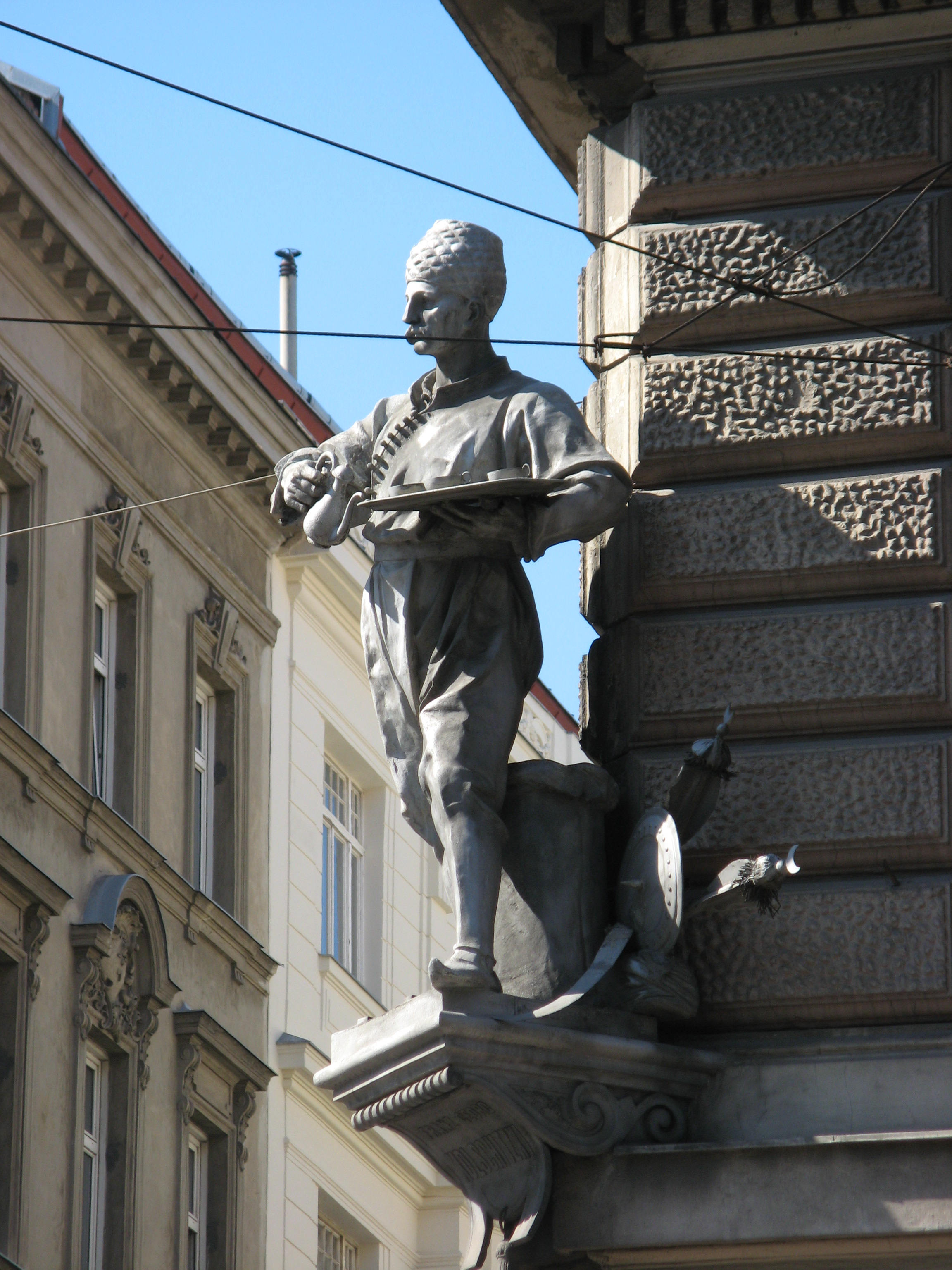
ウィーンのコルシツキー像

イギリスでは1650年/51年にオックスフォードでコーヒーハウスが営業を始め、1652年には初めてロンドンにコーヒーハウスが開業した。最初はイギリスの人間にとってもコーヒーは馴染みのない飲み物であり、コーヒーハウスの近隣の住民が、コーヒーの「悪魔の匂い」の対処を訴え出た記録が残っている。
初期の反発にもかかわらずコーヒーハウスは順調に数を増やしていき、1666年に起きたロンドン大火で多くのコーヒーハウスが焼失したものの、17世紀末には数100軒から3,000軒にのぼるコーヒーハウスが存在していた。コーヒーハウスの拡大を受けて、1674年に夫がコーヒーハウスに入り浸っていることを非難し、コーヒーが性的不能の原因となることを主張する、「ロンドンの家庭の主婦」による声明文が発表される。そして、コーヒーの有害性を非難する「ロンドンの家庭の主婦」に対して、男性たちのコーヒーへの弁護も公開された。コーヒーハウスはロンドンにおける社交・商取引の場として多くの客に利用されたが、18世紀半ばからロンドンのコーヒーハウスの数は減少していく。コーヒーハウスに代わる社交場として、クラブ、ティーハウスが台頭し、イギリスの家庭には紅茶が定着する。
フランスでは、1669年にオスマン皇帝メフメト4世によって派遣された使節スレイマン・アガ（ソリマン・アガ）がルイ14世にコーヒーを献上したことをきっかけに上流階級にコーヒーが広まった。1671年にマルセイユにフランス最初のコーヒーハウスが開業した時、商売敵のワイン商たちから強い反発を受けた。ワイン商の要求を受けた医師が、コーヒーが健康に及ぼす悪影響を主張したにもかかわらず、コーヒーはフランスで人気を得ていった。1672年にアルメニア人商人パスカルによってパリ最初のコーヒーハウスが開かれ、エスファハーン出身のイラン人グレゴワールは劇場に集まる俳優や批評家を対象としたコーヒーハウスを開いて成功を収める。1686年にはカフェ・プロコープが開店し、文人や政治家などの多くの人間が議論を交わした。また、かつてのフランスではコーヒーが心身に悪影響を及ぼすという迷信が広く知られており、「コーヒーの毒性」を消すためにコーヒーに牛乳を入れるカフェ・オ・レが考案された。
オーストリアには、オスマン帝国との戦争にまつわるコーヒーとコーヒーハウス伝播の有名な逸話が存在している。先にフランスに使節を派遣したメフメト4世は1683年に第二次ウィーン包囲を行うが、失敗に終わる。第二次ウィーン包囲でヨーロッパ諸国のスパイとして活躍したゲオルク・フランツ・コルシツキーが、オスマン軍が放棄した物資の中から発見されたコーヒー豆を手に入れ、戦後ウィーンに初めてコーヒーハウスを開いたのがオーストリアにおけるコーヒーの始まりだと言われている。また、コルシツキーをメランジュ（ミルクコーヒー）の考案者とする伝承も存在する。しかし、ヨーロッパ側が獲得した戦利品にコーヒーが含まれていないなどの理由によって、逸話の信憑性は疑問視されている。ウィーン包囲から20年近く前の1665年にウィーン駐在のオスマン大使カラ・マフムト・パシャによって町にコーヒーが紹介され、1666年にカラ・マフムトが帰国した後にコーヒーが販売されるようになったことが記録に残されている。1683年のウィーン包囲より前に、町にはすでに2つのコーヒーハウスが存在していたとも考えられている。客が牛乳、生クリームなどの量を調節して自分好みのコーヒーを注文できる点がウィーンのカフェの特徴であり、アインシュペナー（ウィンナ・コーヒー）などの飲み方が知られている。
かつてオスマン帝国の支配下に置かれていたハンガリーでは、16世紀末からコーヒーが知られていた。1541年のブダ陥落の直前、オスマン軍の陣営に会談に赴いたハンガリーの使者が「黒いスープ」としてコーヒーを出された逸話はよく知られており、「黒いスープ」という言葉は不吉な意味合いを持つようになった。
ドイツには1670年頃にコーヒーが伝わり、当初は上流階級に贅沢品として愛飲されていた。1679年/80年頃にハンブルク、1721年にベルリンにコーヒーハウスが開業、18世紀後半にはビールに代わる飲み物として一般家庭に普及した。ライプツィヒではコーヒーが大流行し、町で最初のコーヒーハウス「カフェー・ボーム」にはザクセン選帝侯フリードリヒ・アウグスト1世も訪れたと言われている。
1760年代から1780年代にかけて、身分秩序の維持とコーヒー輸入の抑制を目的として、庶民を対象としたコーヒー禁止令がドイツ各地で施行された。プロイセン王フリードリヒ2世は国内の経済を脅かすコーヒーの消費の抑制を試み、王立の企業にコーヒーの製造を独占させた。1766年にプロイセンへのコーヒー輸入は統制を受け、1777年にフリードリヒ2世はコーヒーの禁止を布告した。ドイツの庶民の間では、本物のコーヒーの代わりにチコリ、大麦などの他の作物を加工した代用コーヒー (Muckefuck) が飲まれることが多く、「ドイツのコーヒー」といえば長らく代用コーヒーを指す時代が続いた。庶民は高い値が付いた本物のコーヒーを飲むときには、少量のコーヒーを多量の湯で割って飲んだ。また、プロイセンでは供給が絶たれたコーヒーの密輸が横行し、コーヒーへの関心はより高まった。1786年に王立企業のコーヒー産業の独占は廃止され、フリードリヒ2世の死後に規制は解除された。チコリを使った代用コーヒーはナポレオンの大陸封鎖令によってコーヒーの供給が途絶えたフランスでも飲まれ、ナポレオンの失脚後もチコリの代用コーヒーは飲まれている。
17世紀から18世紀初頭にかけての間に、ヴェネツィアにもコーヒー店が誕生する。ヴェネツィア共和国末期には多くのカフェが営業し、さまざまな階層の人間が集まる社交の場となった。ヴェネツィアのカフェは売春や賭博の場にもなり、政府によってしばしば風紀の引き締めを目的とした規制が実施された。2度にわたるカフェ撲滅運動の後も、市民の抵抗によってカフェは生き残る。1720年に開店したカフェ・フローリアンは政府の規制と同業者との競争を潜り抜け、ヨーロッパ最古のカフェとして営業を続けている。
17世紀末には、ロシアでもコーヒーが知られるようになった。イギリス人医師サミュエル・コリンズは、モスクワ大公アレクセイ・ミハイロヴィチにコーヒーを薬として処方した。ピョートル1世は社交界にコーヒーを普及させようと試み、彼以降の皇帝もコーヒーを愛飲していた。しかし、茶がロシアの国民的飲料となったのに対して、コーヒーは貴族、インテリ、芸術家が好む飲み物にとどまっていた。スカンディナヴィア半島には18世紀までコーヒー、茶といったカフェイン飲料は普及していなかったが、1746年にスウェーデンでコーヒーと茶の過度の飲用を批判する声明が出される。コーヒーが有害な飲料であると示すため、18世紀後半にスウェーデン国王グスタフ3世が人体実験（グスタフ3世のコーヒー実験）を実施したという真偽不明の逸話が存在する。スウェーデンでは1820年代初頭までコーヒー禁止令が数度出されたが、スウェーデン政府がコーヒーの飲用を認めて以降、スウェーデンは世界でも上位のコーヒー消費国となる。

### アメリカ合衆国での普及
北アメリカには1640年頃にオランダによって、あるいは1670年頃にイギリスによってコーヒーが持ち込まれたと考えられている。
初期のアメリカでは民衆の飲み物は紅茶であり、コーヒーは贅沢品でしかなかった。1683年頃にニューヨークはコーヒー豆の国際的な取引場となり、イギリスと同様にニューヨーク、ボストンでも続々とコーヒーハウスが開店する。アメリカ独立の機運が高まる中で起きたボストン茶会事件は、アメリカ国民の茶への関心を薄れさせるきっかけとなる。1812年から1814年にかけての米英戦争で紅茶の供給量が減少し、コーヒーへの関心が高まった。独立後のアメリカにはハイチ、マルティニーク島、ブラジルから多量のコーヒーが流入したために価格が下落し、次第にコーヒーが茶に取って代わっていった。また、コーヒーにかけられる関税は低く、1832年に関税が廃止されたこともコーヒーの普及の一因となった。1783年のアメリカ合衆国民1人あたりのコーヒーの年間消費量は約25グラムに過ぎなかったが、1830年代までに年2.3キログラム以上のコーヒーを消費するようになった。しかし、1830年代の時点ではまだコーヒーは贅沢な嗜好品であり、一般の人間に日常的に飲用されるまでには至っていなかった。
輸送手段と包装技術が発達していなかった時代、シンシナティやオマハで荷揚げされた豆の品質は悪かった。劣化した豆で淹れたコーヒーにはサビ、インディゴ、牛の血などが着色料として添加され、風味を補うために豆と一緒にシナモン、チョウジ、ココア、タマネギが焙煎された。19世紀初頭の北アメリカでは、コーヒーは煮出した苦いコーヒーに牛乳と砂糖を入れて飲まれ、カップに浮かぶ豆の滓を沈めるために卵、ウナギの皮などが混ぜられる場合もあった。やがて鉄道の発達、蒸気船の導入によって、鮮度を保ったまま豆を輸送することができるようになる。1870年代にラテンアメリカからの大量のコーヒーが世界中に出荷され、輸送・焙煎・包装の技術革新によってコストが削減されるとコーヒーの市場価格は下がり、コーヒーの大衆化が進んだ。
1920年から禁酒法が施行された時には、酒の代用品としてコーヒーの需要が高まった。

### 器具の発明と改良

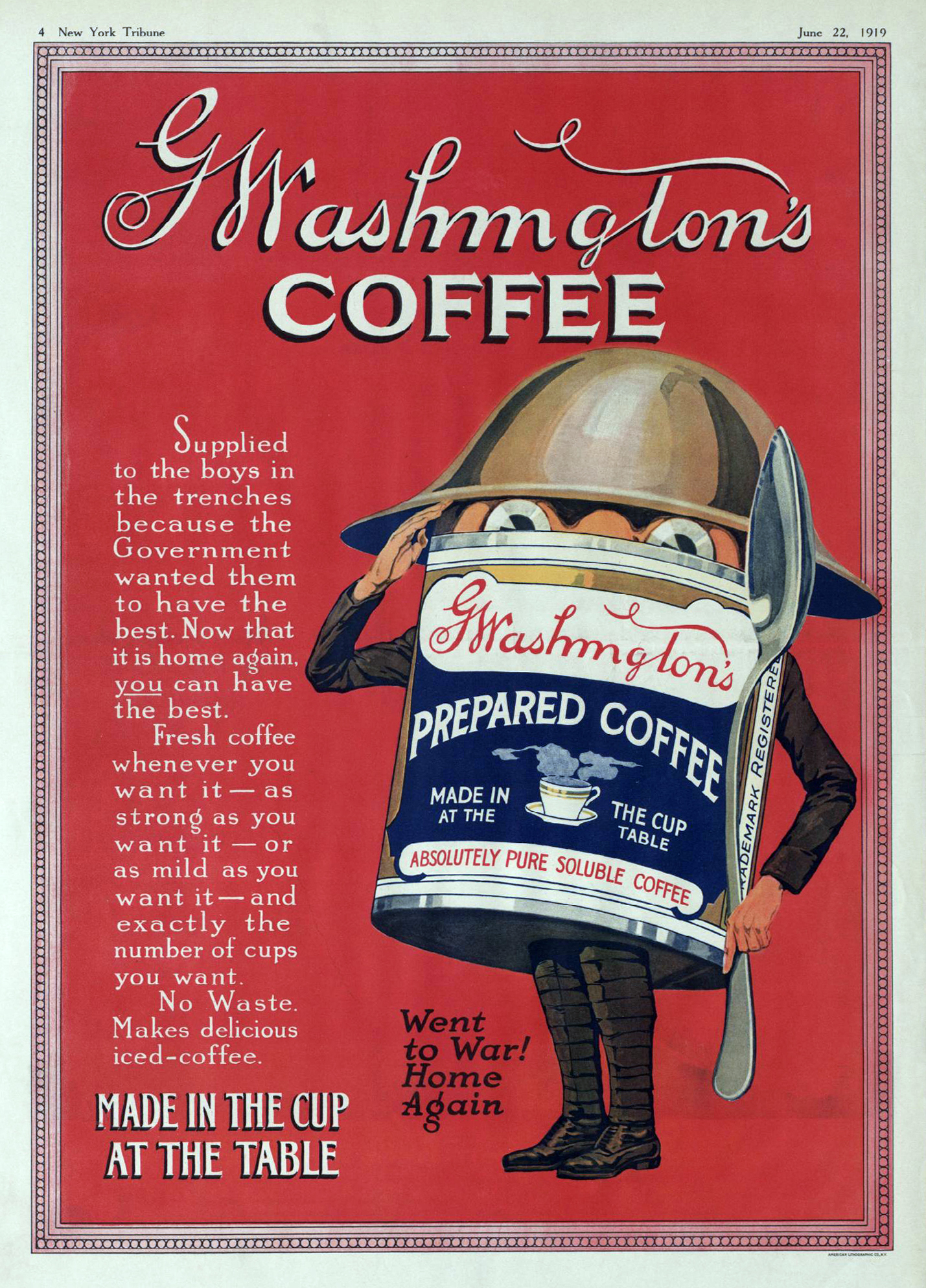
第一次世界大戦期にジョージ・ワシントン社が出したインスタントコーヒーの広告

ヨーロッパに広まったコーヒーは多くの人に飲まれるようになるにつれ、イブリク（イブリーク）というポット状の容器に入れて煮出すトルコ式の淹れ方から、大型の水差し型の容器に豆を入れて煮出すようになる。やがて煮出したコーヒーに混ざる豆の滓を取り除くために、粉末にした豆を麻の袋に入れて煮出す方法が考案され、袋が次第に短くされて布ドリップに発展した。1763年にフランスのドン・マルティンによってネル付きのドリップ・ポットが発明され、1800年頃にドゥ・ベロワが改良したポットは、後世のドリップ・ポットの原型になった。1908年にはドイツのメリタ・ベンツ夫人によって使い捨てのペーパードリップが発明され、ペーパードリップは大成功を収める。
濾過式のコーヒー器具の発達とは別に、19世紀初頭にトルココーヒーのポットを参考にした浸潰法の器具が発明され、1842年にフランスでコーヒーサイフォンの原型となる器具が発明される。水蒸気を応用したエスプレッソ方式はイタリアで改良が進められ、フランス、ドイツなどにも伝えられる。各地に広まったエスプレッソコーヒーは、それぞれの土地で独自の淹れ方が追求された。
フランスではコーヒーの風味を追及してパーコレータなどの新型のコーヒーポットが開発され、アメリカでは大量生産に重点を置いた焙煎機・包装技術の改良が試みられる。1864年にジェイベズ・バーンズによって、自動的に豆の中身が取り出されるように改良された焙煎機が開発された。従来はコーヒーの消費者はそれぞれの家庭で買った豆を焙煎していたが、1865年頃にピッツバーグで初めて焙煎済みの豆が販売される。消費者に焙煎済みの豆を売り出す発想はすぐに広がり、製品の供給のために大型の焙煎機が発明された。コーヒーの鮮度を保つ包装方法としては真空パック、バルブなどがあり、風味の劣化の原因となる豆の酸化を抑えるための工夫がされている。
1901年には、ニューヨーク州バッファローで開催されたパンアメリカン博覧会で、日本人科学者の加藤サトリによって世界最初とされるインスタントコーヒー（水に溶けるコーヒーという意味で「ソリュブル・コーヒー (英: soluble coffee)」と名付けられた）が出展される。ソリュブル・コーヒーはツィーグラーの北極探検隊によって買い取られたが、インスタントコーヒーは当時の消費者の関心を惹きつけるには至らなかった。インスタントコーヒーは第一次世界大戦と第二次世界大戦中のアメリカ軍兵士に歓迎され、第二次世界大戦後に世界中に広まっていった。1960年代までに手間を要さないインスタントコーヒーの消費量は増加していき、家庭調理用コーヒーの約3分の1を占めるまでになった。ソビエト連邦時代のロシアではトルコ風の煮出しコーヒーが飲まれ、ドリップやフィルターはあまり普及しなかった。良質なコーヒーの入手が困難なこともあり、ロシアでは「泥臭い」コーヒーよりも輸入品のインスタントコーヒーが好まれていた。
一方、世界規模でのコーヒーの普及に伴い、コーヒーに含まれるカフェインの作用と有害性への批判が高まった。20世紀初頭のドイツでは、コーヒーからカフェインを取り除く技術が発明される。脱カフェインを謳った代用コーヒーが多く発明され、その1つとしてポスタムが知られている。

### 日本での広がり

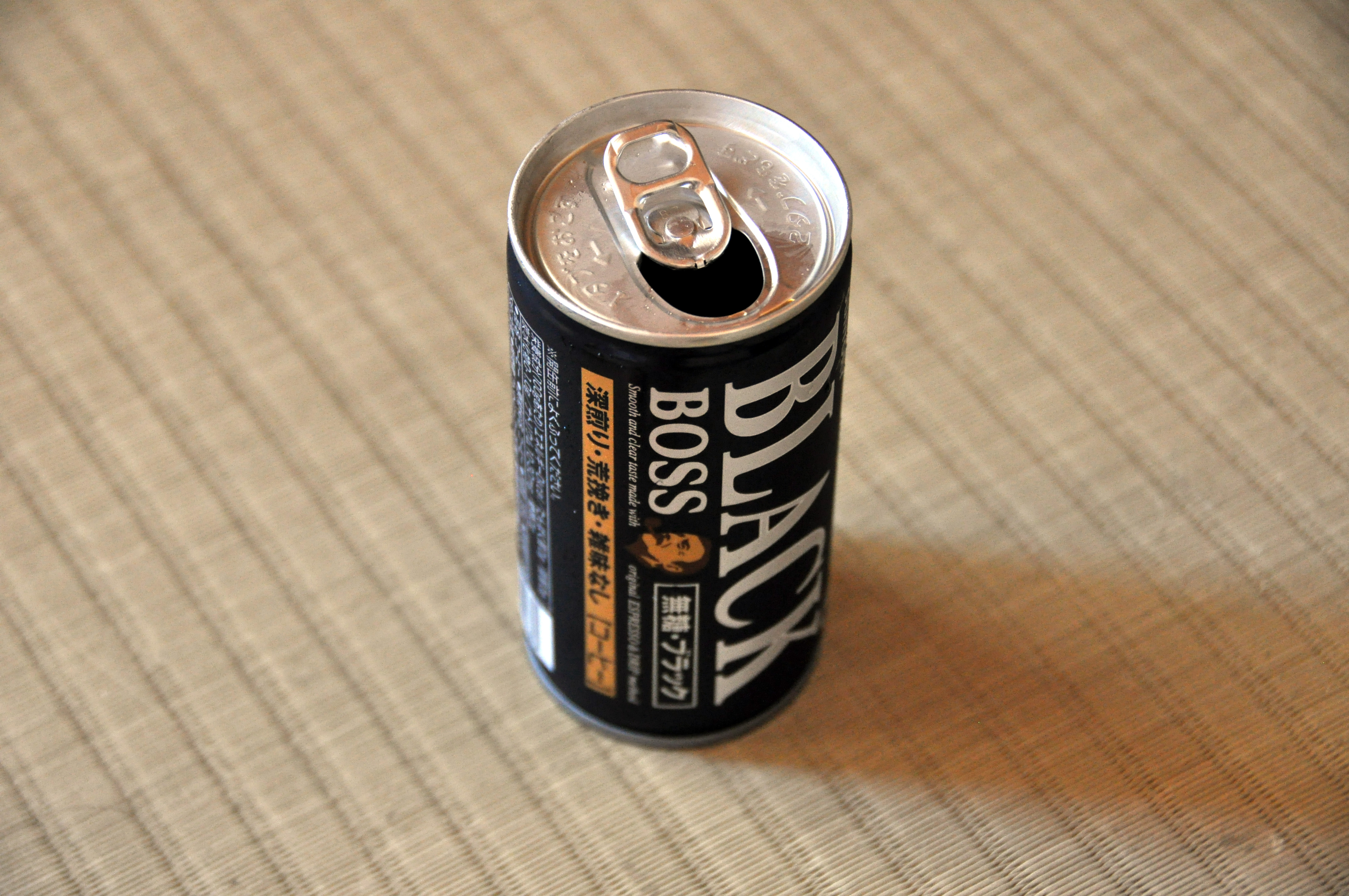
缶コーヒー

日本には18世紀に長崎の出島にオランダ人が持ち込んだといわれている。出島に出入りしていた一部の日本人がコーヒーを飲用していたと考えられ、出島に出入りすることが許されていた丸山遊郭の遊女の中にはオランダ人からコーヒーを贈られた者もいた。コーヒーについて言及された日本最古の本の1つと考えられている志筑忠雄の『万国管窺』にはわずかながらも記述が存在し、天明年間（1781年 - 1788年）に日本語に訳された『紅毛本草』には「古闘比以」という名でコーヒーの詳細な説明がされている。江戸幕府が敷いていた鎖国政策のため民衆にコーヒーが行き渡らず、また風味が日本人の嗜好に合わなかったため、伝来から普及までに長い時間を要した。1804年にコーヒーを飲んだ大田南畝（大田蜀山人）は、「焦げくさくして味ふるに堪ず」という感想を残した。ヨーロッパ文化に関心を抱く蘭学者や医家はコーヒーを飲んだ感想を記し、大黒屋光太夫などの国外に漂流した者も漂着先でコーヒーを飲用した。
幕末期の1856年、日本へのコーヒー輸入が開始される。19世紀初頭、蝦夷地は北方の帝政ロシアに圧迫され、ロシア軍艦が利尻島の番屋を襲撃するなどの事件が勃発していた。文化露寇と呼ばれる一連の事件に対し、幕府は東北地方の各藩に蝦夷地の防衛を命じている。だが越冬する藩士たちは猛烈な寒気とビタミンを欠いた食生活のため、多くの者が脚気や壊血病で横死した。1807年に発生した津軽藩士殉難事件では、越冬した津軽藩士100名のうち72名がひと冬の内に死亡している。だがコーヒー豆が脚気や壊血病を癒すとの風聞があり、1856年頃には、蝦夷地に駐屯する幕臣に「寒気を防ぎ、湿邪を払う」ためにコーヒー豆が支給された記録が残る。当時、コーヒーを淹れるには豆を黒くなるまで煎り、すり鉢で粗挽きした後に麻袋に入れて、湯に浸していた。こうした当時の抽出方法を成田専蔵珈琲店（青森県弘前市）が「藩士の珈琲」として再現。津軽地方の一部喫茶店で提供されている。
開国後の1864年、横浜に設けられた外国人居留地の西洋人を対象としたコーヒーハウスが開店した。欧風の食文化が日本で紹介されるとコーヒーも飲まれるようになり、1868年（明治元年）にコーヒー豆が正式に輸入されるようになった。翌1869年に横浜で萬国新聞を発行していた外国人エドワルズが日本初のコーヒーの宣伝広告を打ち出し、1875年には泉水新兵衛による日本人初のコーヒーの販売広告が読売新聞紙上に出された。1872年に出版された日本で最初の西洋料理解説書『西洋料理指南』では「カフヒー」の名で飲み方、淹れ方が紹介されている。
日本本土より南方にある小笠原諸島では、気候が温暖で、欧米系島民が幕末期から定住していた影響もあり、1878年と日本で最も早くコーヒーが栽培された記録がある。
しかし、明治初期にコーヒーを飲用していたのは上流階級の一部に限られ、一般層にも普及したのは明治末期から大正初期にかけての時期になってからである。コーヒーは牛乳の臭みを消す香料としても使用され、後にはコーヒー牛乳が考案される。1899年に加藤サトリが真空乾燥法によるインスタントコーヒーの製造に成功するが、当時の日本に販路は存在しておらず、アメリカに渡って1901年のパンアメリカン博覧会で発明品を公開する。
日本で最初の本格的なコーヒー店は、1888年4月に上野に開かれた可否茶館（かひいちゃかん）だとされている。ほか、1876年に下岡蓮杖が浅草で開いたコーヒー茶館、1878年12月26日の読売新聞に新聞広告を掲載した神戸元町の放香堂（1874年創業）、1886年に日本橋で開業した洗愁亭が、可否茶館より前に存在していたコーヒー店として挙げられることもある。
ブラジル移民政策を推進した実業家・水野龍は、ブラジル政府から功績を顕彰されて5年間のコーヒー豆の無償給付を受け、1913年に日本にカフェーパウリスタを設立する。1913年から1917年までの間に年7,500俵、1918年から1922年までの間に年2,500俵のコーヒーが無償で供給されたが、1923年にブラジルの政変によって無料供給は断絶し、同年の関東大震災によってカフェーパウリスタの経営は大打撃を受けた。だが、安価なコーヒーを提供したカフェーパウリスタは大衆間へのコーヒーの普及を推進し、日本各地に店舗を持つカフェーパウリスタの成功は地方都市のコーヒー市場を活性化させた。コーヒー店とミルクホールによってコーヒーは一般の人間にも広く飲まれるようになり、1937年/38年頃までコーヒーの黄金期が続いた。しかし、昭和初期の日本では、コーヒーは飲食店で飲まれるだけにとどまっており、まだ一般家庭の食卓に普及していなかった。第二次世界大戦の開戦により、コーヒーの輸入量は激減する。1950年に輸入が再開されるまでの間、一般家庭では大豆やユリの根などを調理した代用コーヒーが飲まれていた。
1960年に日本でもインスタントコーヒーが発売され、インスタントコーヒーは家庭でのコーヒーの消費を推進した。1958年には外山食品から世界初とされる缶コーヒー「ダイヤモンド缶入りコーヒー」が発売されるが、缶コーヒーの売れ行きは上がらなかった。上島珈琲本社は1970年の大阪万博をきっかけに缶コーヒーの売り上げを伸ばしていった。

### アジアでの普及

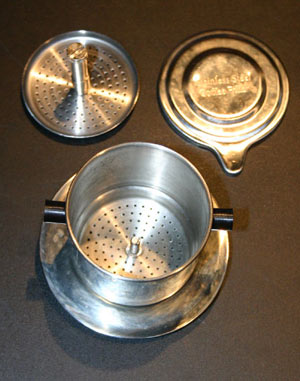
ベトナムコーヒーを淹れるポット

韓国では、第二次世界大戦後にアメリカの影響を受けてコーヒーが普及した。
東南アジアでは、コーヒーは主に輸出用の作物としてヨーロッパ諸国から導入され、植民地が消滅した後には現地の人間の日常生活の中で飲まれるようになった。フランスはベトナム、ラオスでコーヒー栽培を開始し、独立後も両国にコーヒーを飲用する習慣が残った。ベトナムでは深煎りの細かく砕かれた豆でコーヒーが淹れられており、アルミ製のフィルターで濾して飲まれている。練乳を入れたカップの上にフィルターを置いて湯と挽いた豆を注ぎ、コーヒーと練乳をかき混ぜて飲むベトナムの飲み方はベトナムコーヒーとして知られている。ラオスではネルドリップによって淹れたコーヒーに練乳が加えられて飲まれ、甘口のコーヒーは「カフェ・ラーオ（ラオスのコーヒー）」と呼ばれている。インドネシアでは焦げるほど強く焙煎して粉状にした豆に黒くなるまで炒ったトウモロコシを配合し、多量の砂糖を入れたコーヒーが飲まれている。17世紀以来オランダが多くのコーヒー・プランテーションを設置したジャワ島では、多量の砂糖やコンデンスミルクが入れられたコーヒーが農民のエネルギー源になっている。
列強諸国の植民地とならなかったタイではコーヒー栽培は行われず、苦いものが敬遠される傾向もあってコーヒーを飲む習慣は存在していなかった。20世紀末からタイでもコーヒーの飲用が広まり、砂糖と粉末ミルクを加えて甘くしたアイスコーヒーが好まれている。

## 栽培史

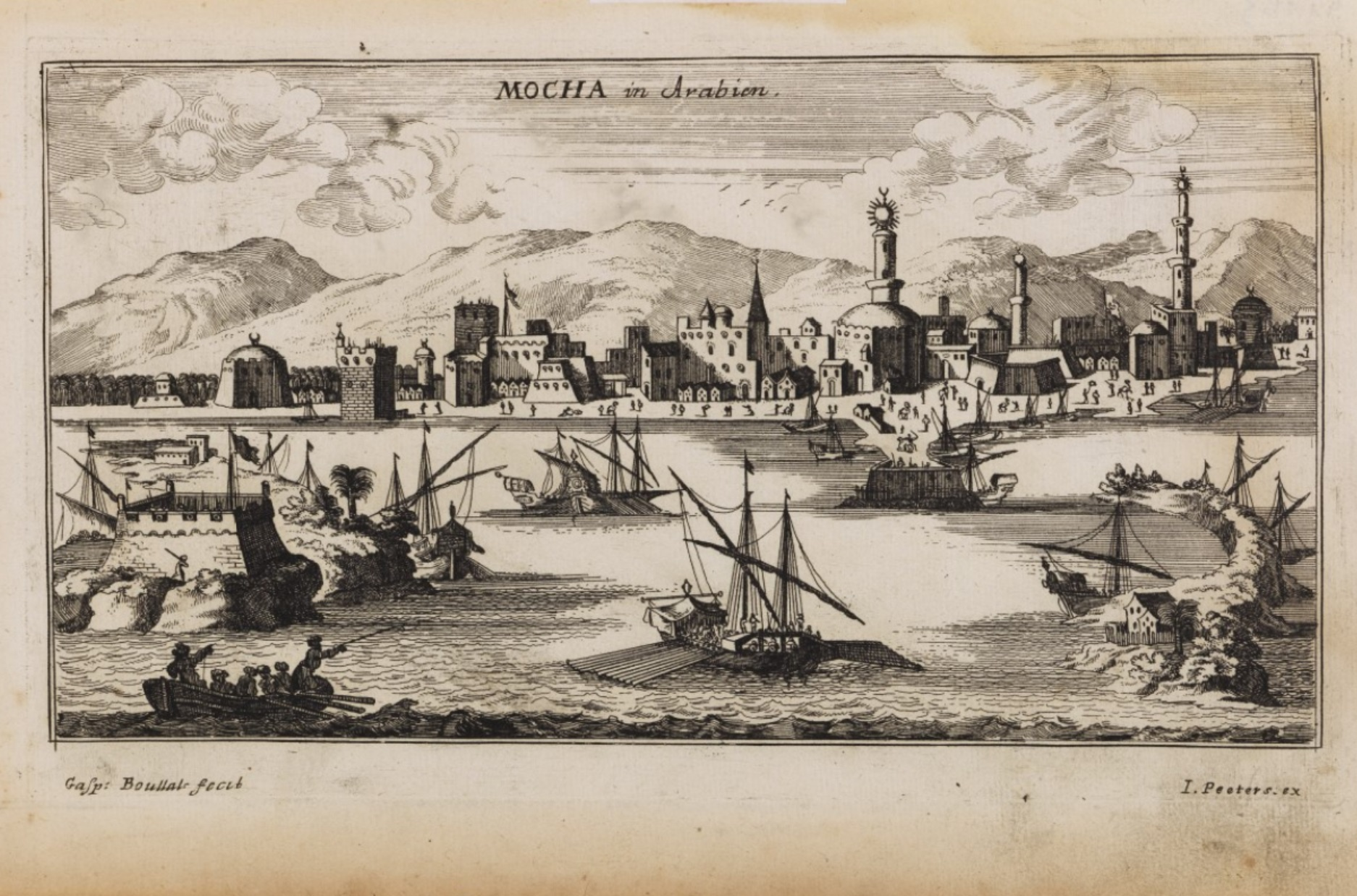
1692年のモカ港の光景

最初に栽培されたコーヒーノキは、エチオピア高原が原産のアラビカ種である。アラビカ種発祥の地であるエチオピア、ケニア、タンザニア、マダガスカルなどにはコーヒーノキの自然林が繁茂している。品種改良を重ねられて生まれた多くの種の中で、最もオリジナルの品種に近いと考えられているものは、ティピカ種とブルボン種のコーヒーである。
16世紀以前にコーヒーの栽培が行われていたことを証明する、考古学的資料は確認されていない。16世紀にオスマン帝国でコーヒーが普及するとイエメンの山岳地帯でコーヒーが栽培されるようになるが、コーヒーがエチオピアからイエメンに渡った経緯については不明確である。イエメンに導入されたコーヒーノキの原産地はエチオピアのカッファ、あるいはハラール近郊だと考えられている。「コーヒー」の語源について、「カッファ」の地名が転訛したものとする説が存在する。
17世紀に入り、ヨーロッパ各国にコーヒーが普及し始めると、イギリス・フランス・オランダの東インド会社がこぞって、イエメンからの輸入取引を始める。コーヒーの積み出しが行われたイエメンの小さな港の「モカ」がコーヒーブランド、モカコーヒーにもなった。コーヒー貿易を独占するため、モカから出荷される豆には加熱して発芽力を無くす加工が施され、豆の密輸を企てた商人には罰金刑が科された。
1610年頃にイスラム教徒ババ・ブーダンによってインドのマイソールにコーヒーの生豆が持ち出されて栽培がはじまる。1696年、インドのマラバールの司令官アドリアン・フォン・オメンが、マラバール海岸のカンヌール港からジャワ港までコーヒーの苗木を運び、バダビア（現ジャカルタ）近郊のカダワン農園に植えられる。生産量が少なく高価なモカコーヒーはヨーロッパの植民地で生産された安価なコーヒーに駆逐されるが、東アフリカで生産されてイエメンのアデンから出荷されたドイツのコーヒーは「モカ」のブランドを冠して売られた。

### ヨーロッパ各国によるコーヒー栽培の開始

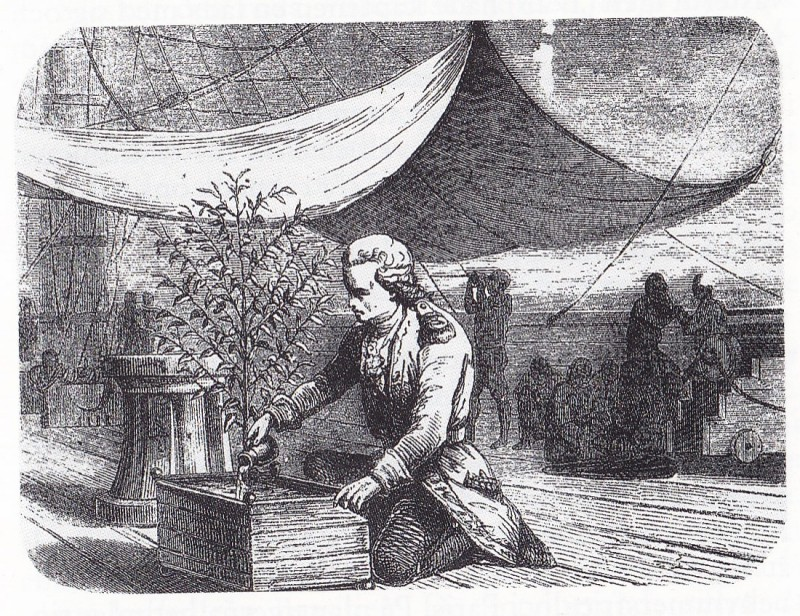
コーヒーを移送するドゥ・クリュー

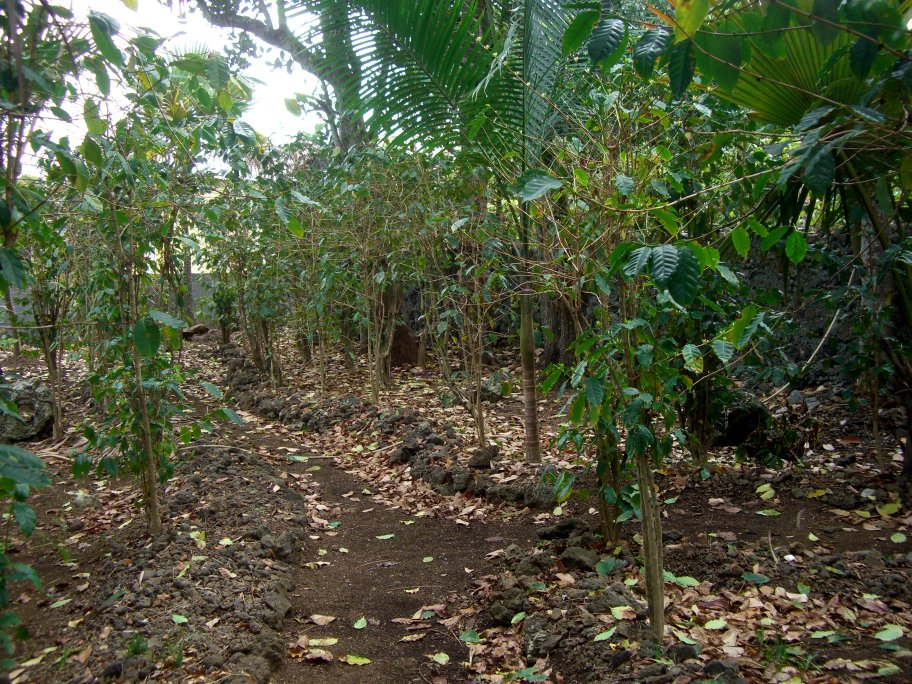
レユニオン島のコーヒー・プランテーション

17世紀、ヨーロッパの商人たちはエジプトで購入したコーヒー豆をヨーロッパで転売して多額の利益を得ていた。その中で、オランダの商人は自分たちで栽培した豆を売って利益を得ようと考え、1658年にオランダ東インド会社がスラウェシ島 、セイロン島へコーヒーの苗木を持ち込んで栽培を試みた。さらに1680年にオランダの植民地であるジャワ島にモカから取り寄せられたコーヒーノキの苗木が植えられ、1696年にバタヴィア（ジャカルタ）にプランテーションが設置された。1706年ジャワからアムステルダム植物園にコーヒーの木が届く。この木の種子が1715年頃スリナムで育てられ、フランス領ギアナへ伝わった。さらに1726年ブラジルへ持ち込まれ大規模栽培へ繋がる。1723年には1711年/12年にヨーロッパに初めてジャワコーヒーがもたらされる。アムステルダムの種子はパリの王立植物園にも届き、1727年にはそこからモーリシャスに伝えられた。
1830年に総督ファン・デン・ボスによって実施された強制栽培制度では、コーヒーも栽培作物の一つに指定される。1731年にオランダは一時的に停止していたセイロン島でのコーヒー栽培を再開するが、1880年頃にセイロン島のコーヒーはさび病 (Hemileia vastatrix) で壊滅し、島では茶の栽培が始められた。ジャワ島のコーヒーもさび病で壊滅し、従来植えられていたアラビカ種に代えて病虫害に強いロブスタ種が栽培されるようになる。オランダからの独立を達成した後のインドネシアでは、小規模農家によるコーヒー栽培が主流になる。スマトラ島、スラウェシ島に残ったアラビカ種のコーヒーは、それぞれマンデリン、トラジャとして知られている。また、アチェ、バリ島、ティモール島も良質なコーヒーの産地となっている。
1714年にジャワのコーヒーノキがフランスに寄贈され、パリの王立植物園の温室に植えられる。1723年に西インド諸島のマルティニーク島の軍人ガブリエル・マテュー・ドゥ・クリューの嘆願により、パリのコーヒーノキの1本がマルティニーク島に移植されることになる。コーヒーノキはガラスケースに入れられて慎重に移送され、海賊の襲撃や暴風雨、凪などの危機に遭いながら、コーヒーノキは無事にマルティニーク島に辿り着いた。1730年に西インド産のコーヒーがフランスに輸出され、余剰分は地中海東部に出荷された。ヨーロッパ・アラブ世界に逆輸入された西インド産の安価なコーヒーは、高価なイエメン産のコーヒーに取って代わって市場で中心的な位置を占めるようになった。
インド洋に浮かぶフランス領のブルボン島（レユニオン島）は、ブルボン種（ボルボン種）のコーヒーで知られている。レユニオン島では1711年に島に自生するコーヒーノキ（マロン・コーヒー）が発見されたが島に自生するコーヒーは苦味が強く、2年ごとにしか収穫できないため、マロン・コーヒーと並行してモカから輸入された苗木が栽培された。1715年から栽培が開始されたモカの苗木は、現地で栽培されていたアラビカ種（ティピカ種）の突然変異種と考えられている。島で生産されたブルボン種のコーヒーは南アメリカにも伝播するが、イギリス東インド会社が出荷するコーヒー、ヨーロッパに近い位置にあるフランス領西インド諸島で生産されたコーヒーに押し出されていく。1805年のサイクロンで島のコーヒー・プランテーションが壊滅した後、1810年にルロイ種が島に持ち込まれる。

### ブラジルでのコーヒー栽培

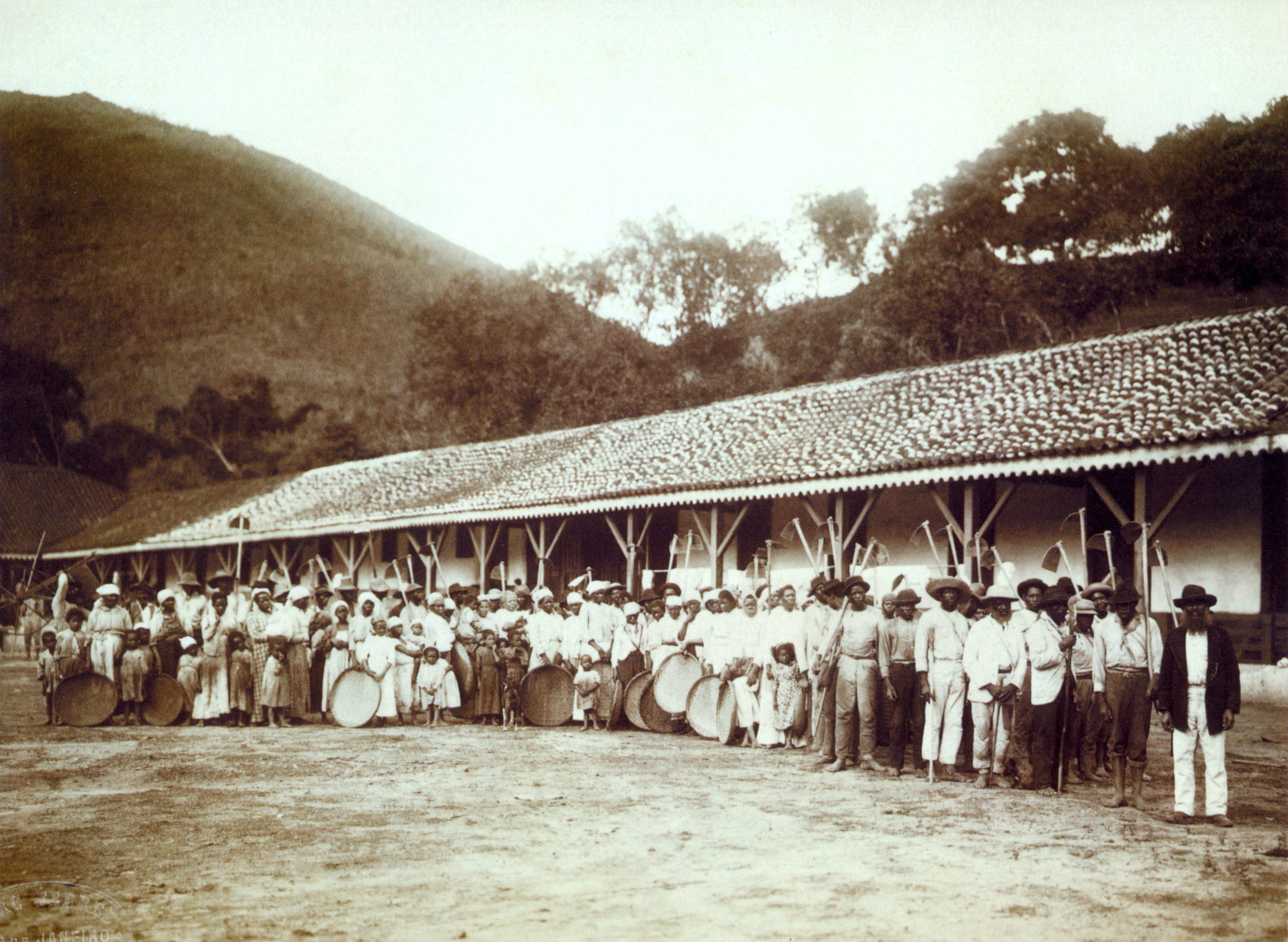
コーヒー農園で使役される奴隷（1885年）

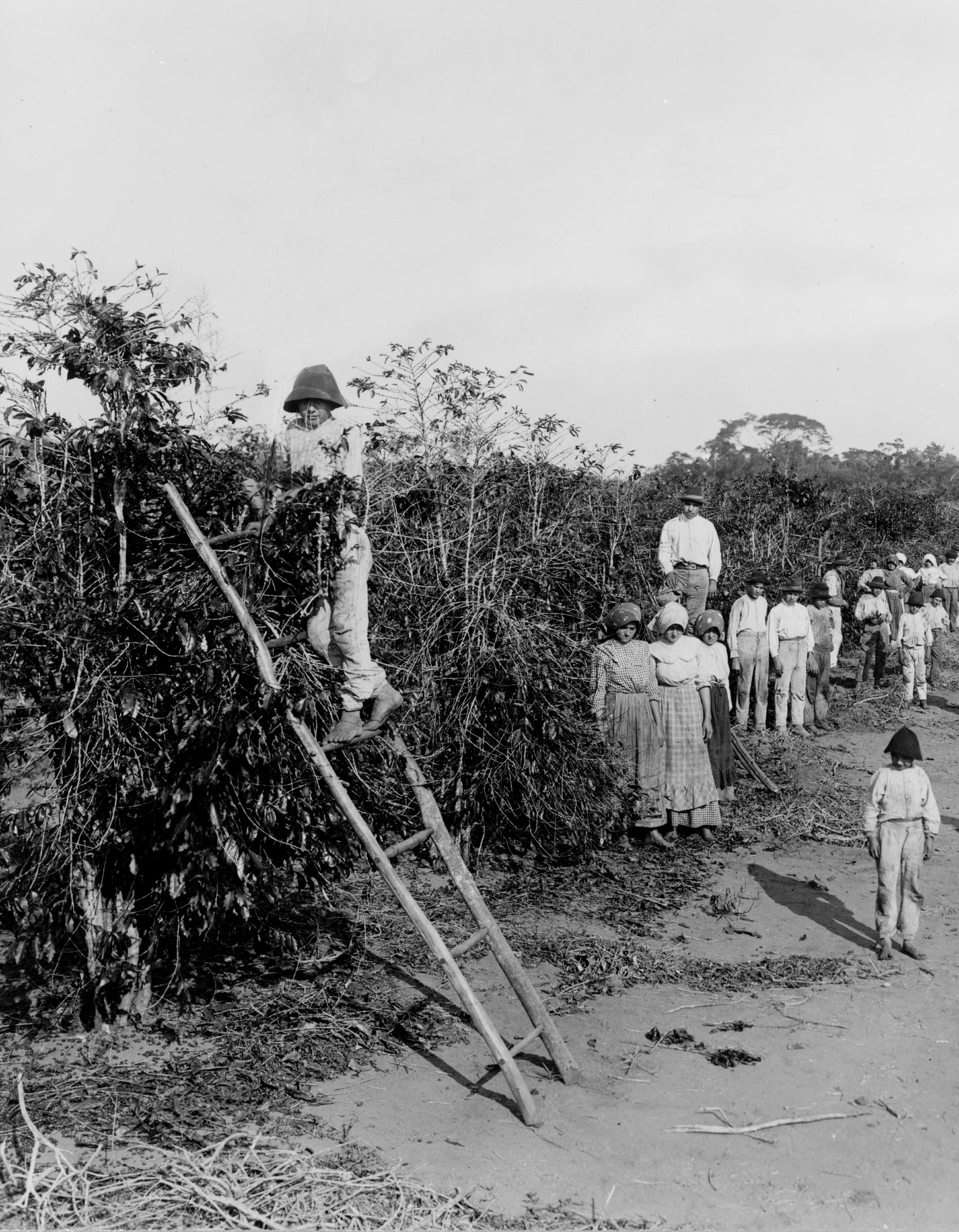
ブラジルのコーヒー・プランテーションと農民

ドゥ・クリューが持ち込んだコーヒーノキの子孫はマルティニーク島からラテンアメリカ各地に広がり、スリナム、ハイチ、キューバ、コスタリカ、ベネズエラでもコーヒーの栽培が始められた。中でもハイチは18世紀後半までコーヒーの一大産地となっていたが、18世紀後半から19世紀初頭にかけてのハイチ革命を経て、ハイチでのコーヒーの産出量は激減した。1732年にマルティニーク島からイギリス領のジャマイカに移植され、「ブルーマウンテン」の起源となった。
低価格のアラビカ種のコーヒーが多量に生産されるブラジルは、国際社会におけるコーヒーの流通や価格設定に強い影響力を有している。ブラジルのコーヒー伝播にまつわる有名な伝承として、1727年にフランス領ギアナとオランダ領ギアナの間に起きた紛争の仲裁のために派遣されたブラジルの使節パレータ (Francisco de Melo Palheta) が、恋仲に落ちたフランス代理総督夫人からコーヒーの種を託されたという逸話が知られている。1773年 /74年にフランシスコ会の修道士によって、リオデジャネイロの聖アントニオス修道院の庭に種子が植えられた記録が残る。
フランス皇帝ナポレオンの大陸封鎖令を経験したヨーロッパで砂糖の自給が可能になった後、ブラジルは砂糖に代わる輸出品としてコーヒーに着目した。ブラジル皇帝ペドロ1世は国内の農業を振興し、1818年にサントスから出荷されたブラジル産のコーヒーがヨーロッパに向けて輸出された。ペドロ2世の即位後にリオデジャネイロ州でコーヒー栽培が本格的に行われるようになり、コーヒー栽培はミナスジェライス州、サンパウロ州にも拡大した。1870年代にブラジルのコーヒー栽培の中心地はリオデジャネイロ州から、ミナスジェライス州とサンパウロ州に移る。大規模なプランテーションと奴隷制度に基盤を置いた栽培によって、ブラジルは19世紀のコーヒー市場を席巻する。1888年にブラジルで奴隷制度が廃止された後、賃金の安価なヨーロッパ系移民がコーヒー産業に従事した。旧来の大土地所有者から転身したコーヒー農園主をはじめとする支配者層の主導でブラジルのコーヒー産業は拡大していくが、彼らが農園で実施した焼畑農業は大規模な環境破壊を引き起こした。
20世紀初頭からブラジルではコーヒーが過剰に生産される状態が慢性的に続き、州知事たちは価格の暴落の阻止に苦慮する。生産量の増加に伴うコーヒーの低価格化に際して、1902年にブラジルをはじめとするラテンアメリカのコーヒー生産国はニューヨークに代表者を派遣し、初めて「コーヒーの生産と消費を考える国際会議（国際コーヒー会議）」を開催した。第一次世界大戦直前のブラジルでは、国内生産の約90%をコーヒーが占め、その多くがアメリカに輸出された。第一次世界大戦中、アメリカとフランスは余ったコーヒーの買い取りを条件にブラジルに連合国側への参戦を要請し、余ったコーヒーが売却された。1920年にアメリカで禁酒法が施行された際にアメリカはラテンアメリカ各国からコーヒーを大量に輸入し、ブラジルに「コーヒー・バブル」が到来する。しかし、1929年にコーヒー消費国を襲った世界恐慌によって、ブラジルのコーヒー・バブルは崩壊する。コーヒーの価格は50%以上下落し、コーヒー栽培に従事する労働者の賃金も50-60%削減されて大量の失業者が現れる。余ったコーヒーは海上に投棄・焼却され、約47,000,000袋のコーヒーが破棄された。1930年にブラジル政府はネスレに過剰に生産されたコーヒーの引き取りを依頼し、1938年にスイス、翌1939年にアメリカ合衆国でネスカフェの販売が開始される。

### ラテンアメリカでの展開

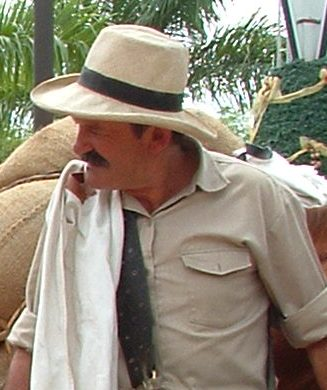
コロンビア・コーヒーのイメージキャラクターであるフアン・バルデス

ブラジルを除くラテンアメリカ各国では、小規模生産によるコーヒーの栽培が行われる。
1821年に独立したコスタリカは経済的自立を達成するためコーヒー栽培に力を入れ、サンホセでは住民に土地と苗木を配布してコーヒー栽培が推奨された。コスタリカのコーヒー農園では労働者の自給用の食糧も栽培されており、コスタリカのコーヒー栽培はブラジルなどのコーヒー生産国に見られるモノカルチャーとは異なる傾向を見せている点に特徴がある。コスタリカは低価格のコーヒーを輸出するブラジルとの競争を避けて高品質のコーヒーの生産に特化し、コスタリカで生産されたコーヒーはヨーロッパで人気を得る。1920年代からアメリカへのコスタリカ・コーヒーの輸出量は増加、第二次世界大戦後のコスタリカ・コーヒーはアメリカを主要な市場とし、なおコスタリカのコーヒーの品質は高い評価を受けている。
コロンビアには、18世紀末から19世紀初頭にかけての期間にコーヒーが伝わった。19世紀半ばのコロンビアでは内陸部のサンタンデール地域でコーヒー栽培が行われていたが、コーヒー産業はブラジル、コスタリカに後れを取っていた。1870年代に世界規模のコーヒー需要の高まりが起きると、サンタンデル、クンディナマルカ県、アンティオキア県でコーヒー栽培が活発化する。コロンビアではコスタリカよりも品質が高いコーヒーを大量に生産することが目標とされ、1870年代から1910年代にかけて、コロンビアにも周辺国より遅れてのコーヒー産業の拡大期が訪れた。コスタリカと同様にコロンビアのコーヒー農園ではコーヒー以外の作物も栽培され、それらは労働者の食糧や売買に充てられた。20世紀初頭にはコロンビアのコーヒーの品質は国際市場で高い評価を受けるようになり、コーヒー産業は輸出産業として確立された。コロンビアでは品種改良が盛んに行われ、直射日光に強い耐性を持つ「コロンビア」などの新品種が開発されている。
グアテマラではラファエル・カレーラによって、コチニールに代わる商品としてコーヒーの栽培が開始された。グアテマラでのコーヒー栽培では先住民であるインディオが酷使され、反乱、農地からの逃亡が頻発した。19世紀末にグアテマラに増加したドイツ系移民は大規模なコーヒー農園を開き、彼らによって近代的な技術がもたらされる。

### 太平洋世界での栽培
1817年にスペイン人によってカウアイ島のハナレイにコーヒーが移植されたのが、ハワイにおけるコーヒー栽培の始まりとされている。1825年にマノアで本格的なコーヒー栽培が開始され、1828年にはコナでもコーヒーの栽培が始められる（コナコーヒー）。天災、病虫害、糖業への転換によってコーヒー農園は減少していき、コーヒー栽培に最も適したコナに農園が集中するようになる。当初は現地人がコーヒー栽培に従事していたが、次第に移民がコーヒー栽培に携わるようになり、1910年頃には日系移民がコーヒー栽培の中心となる。

### ロブスタ種とリベリカ種
ウガンダに居住するブガンダ族には血盟の儀式の際にロブスタ種（カネフォラ種）のコーヒー豆を噛む習慣があり、1862年にウガンダに入り込んだ探検者がロブスタ種のコーヒーを発見する。1898年にベルギー領コンゴでロブスタ種が再発見された後、ロブスタ種の栽培が始められた。当初風味の悪さからロブスタ種は市場で敬遠されていたが、価格を武器にして世界中に広まっていく。
第一次世界大戦中にオランダでロブスタ種が流行し、1920年頃にはジャワ島で生産されるコーヒーの約80%がロブスタ種で占められるようになる。オランダのロブスタ種の流行に続き、インド、セイロン島、アフリカでもロブスタ種の生産が始められるようになった。1956年には世界で取引されるコーヒーの22%をロブスタ種が占めるようになり、これまでロブスタ種を忌避していたニューヨーク・コーヒー取引所も1960年にロブスタ種を公認した。ロブスタ種の一大生産地であるベトナムでの生産量の増加によって、2000年-2001年には世界で流通するコーヒーの約40%がロブスタ種となる。
ほか、1870年以降はリベリア原産のリベリカ種が栽培されている。リベリカ種は気候への順応力は高いが病気に弱く、栽培される地域はリベリア、スリナム、コートジボワールなど一部の国に留まり、出荷される地域も限られている。1870年代にさび病が流行した時にアラビカ種に代わる品種としてリベリカ種に注目が集まったが、さび病に弱く生産性も低いため、普及には至らなかった。

### 20世紀以降

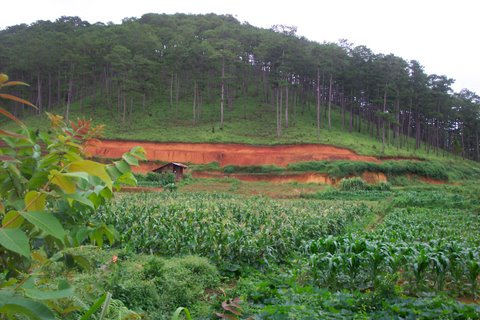
ベトナムのコーヒー・プランテーション

エチオピアと近接するケニア、タンザニアには長らくコーヒーが伝播していなかったが、1893年にカトリックの宣教師によってレユニオン島のコーヒーがもたらされる。1900年代にキリマンジャロ山でボーア人、イタリア人、イギリス人、ドイツ人がコーヒーの栽培を始めるべく定住し、1909年にはキリマンジャロの南の斜面に28のプランテーションが存在していた。ドイツ政府はキリマンジャロの低地がコーヒー栽培に適していると考えて自国民の農地として確保し、残った高地を現地に居住するチャガ族の農地として割り当てたが、政府の計算に反して良質のコーヒーは高地で産出された。コーヒーがケニア経済の中心となると栽培法や病害虫の対策の研究が進み、ケニアのコーヒー栽培は急速に発展した。キリマンジャロでは現地の人間がコーヒーの栽培・販売に携わり、ヨーロッパ人が助言者として協力する体制が出来上がり、両者が共同で経営するコーヒーの加工工場が建てられた。
エチオピアを除くアフリカ諸国では、自国で栽培されるコーヒーのほとんどは輸出され、国内消費量は少なくなっている。アフリカの発展途上国からヨーロッパの消費国にコーヒーが流れていく構図から、コーヒーは歴史的な植民地体制に基づく生産物にも例えられている。アフリカの植民地が独立した後も、ヨーロッパ各国はかつての自国の植民地で生産されるコーヒー豆を好んで消費する傾向がある。
1740年にはスペインの聖職者によってフィリピンにコーヒーが伝えられたが、19世紀末のさび病の大流行の後は大規模栽培は行われなくなる。1887年にフランスの植民地とされたベトナムでコーヒーが導入され、栽培されたコーヒーは主に現地のフランス人社会で消費された。1990年代からベトナムでのロブスタ種のコーヒーの生産量が大幅に増加し、1999年までにブラジルに次ぐ世界第2位のコーヒー生産国となった。中国雲南省の保山には、タバコ栽培からコーヒー栽培に転作した農家が現れた。
日本においては、沖縄、小笠原諸島で生産・販売されている。明治11年（1878年）に勧農局の武田昌次によって、ジャワ島で入手した苗を小笠原で栽培を試みたのが最初とされる。しかし、病害虫が流行し、また経済性でサトウキビ栽培に及ばないため、コーヒー栽培は中止される。武田は小笠原の殖産のために、養蜂や牧畜と共にコーヒー栽培を試みた。オランダを伝として現在のインドネシアから、ロブスター種とリベリカ種7品目が持ち込まれたことが記録されている。
小笠原でのコーヒー栽培を提唱した田中芳男の息子である田中節太郎は、八重山諸島でコーヒーの栽培を開始した。昭和初期に台湾でコーヒー栽培が試みられたがさび病によって成功せず、第二次世界大戦後に奄美群島で行われたコーヒー栽培は台風の被害と収穫量の少なさに起因する利益の低さより、栽培は中止された。

## 年表
- 9世紀 - アル・ラーズィーがコーヒー豆を原料とする飲料「バンカム」の記述を残す。
- 10世紀末/11世紀初頭 - イブン・スィーナーが「バンカム」の記述を残す。
- 13世紀頃 - 焙煎されたコーヒー豆で飲み物が淹れられるようになる。
- 1511年 - メッカでコーヒー弾圧事件（メッカ事件）が起きる。
- 1550年代 - イスタンブールにコーヒーを供する店が開店する。
- 17世紀初頭 - イスラーム法でコーヒーが公式に認可された飲み物となる。
- 1605年頃 - ローマ教皇クレメンス8世によってコーヒーに洗礼が施される。
- 1610年- イスラーム教徒ババ・ブーダンがメッカ巡礼の帰途イエメンから苗をインドに持ち帰えり、インドにてコーヒー栽培が始まる。
- 1650年 - オックスフォードにコーヒーハウスが開店する。
- 1652年 - ロンドンにコーヒーハウスが開店する。
- 1658年 - オランダ東インド会社によって、スラウェシ島とセイロン島でコーヒーの栽培が試みられる。
- 1669年 - ルイ14世に面会したオスマン帝国の使節を介してパリでコーヒーが流行する。
- 1671年 - マルセイユにフランス最初のコーヒーハウスが開店する。
- 1672年 - パリにコーヒーハウスが開店する。
- 1674年 - 「ロンドンの家庭の主婦」により、コーヒーに対する抗議文が発表される。
- 1679年/80年頃 - ハンブルクにコーヒーハウスが開店する。
- 1680年 - オランダによってジャワ島にイエメンから取り寄せたコーヒーの木が移植される。
- 1696年 - ニューヨークにコーヒーハウスが開店する。
- 18世紀頃 - 日本にコーヒーが伝来する。
- 1712年 - ヨーロッパに初めてジャワ産のコーヒーがもたらされる。
- 1715年 - フランス領レユニオン島でコーヒーの栽培が開始される。
- 1718年 - オランダ領スリナムでコーヒーの栽培が開始される。
- 1721年 - ベルリンにコーヒーハウスが開店する。
- 1723年 - マルティニーク島にコーヒーが移植される。
- 1732年 - イギリス領ジャマイカにマルティニーク島のコーヒーが移植される。
- 1740年 - フィリピンでコーヒーの栽培が開始される。
- 1750年-1760年頃 - グアテマラでコーヒーの栽培が開始される。
- 1773年 - ボストン茶会事件が起こる。
- 1773年/74年 - ブラジルのリオデジャネイロでコーヒーが栽培されたことが記録される。
- 1777年 - プロイセン王フリードリヒ2世によりコーヒー禁止令が出される[284]。
- 1800年頃 - ドゥ・ベロワにより、ドリップ・ポッドが改良される。
- 1800年頃 - パリでパーコレータが発明される[285]。
- 1842年 - コーヒーサイフォンの原型となるダブル・グラス・バルーンが発明される。
- 1870年代 - セイロン島、東南アジアでさび病が流行し、コーヒー産業が大打撃を受ける[286]。
- 1870年以降 - リベリカ種の栽培が開始される。
- 1878年 - 日本で初めてコーヒーの栽培が試みられる（小笠原諸島）。
- 1888年 - 日本初の本格的なコーヒーを供する飲食店・可否茶館が開店する。
- 1893年 - ケニア・タンザニアにコーヒーが伝わる。
- 1898年 - ベルギー領コンゴでロブスタ種が「発見」される。
- 1900年代 - キリマンジャロ山でコーヒーの栽培が開始される。
- 1901年 - パンアメリカン博覧会にインスタントコーヒーが出展される。
- 1907年 - ペーパードリップが開発される。
- 1938年 - ネスカフェの販売が開始される。
- 1958年 - 缶コーヒーが発明される。